# José de Iturriaga
José de Iturriaga y Aguirre (Azpeitia, Guipúzcoa, diciembre de 1699 – Pampatar, Venezuela, 14 de septiembre de 1767). Marino y político español. Miembro de la Real Armada y de la Real Compañía Guipuzcoana de Caracas, dedicada al comercio monopólico del cacao venezolano. Declarada la guerra del Asiento entre España y Gran Bretaña en 1739, se le confiarán importantes misiones en América. Por real cédula de Fernando VI, se forma la Expedición de Límites (1750-1761) derivada del tratado de Madrid (1750), en la que Iturriaga es designado primer comisario y comandante general de nuevas poblaciones del Orinoco (1762-1767). 

## Biografía
Nacido en el seno de una familia perteneciente a la élite local de Azpeitia en 1699, sentó plaza de guardiamarina en la Armada en febrero de 1718 a la vez que su hermano Agustín de Iturriaga y Aguirre; en 1733 ascendió a teniente de navío, en 1739 a capitán de fragata, en 1745 a capitán de navío y en 1752 a jefe de escuadra. Fue alcalde de su pueblo natal y diputado general de Guipúzcoa en 1727. Dada su condición conjunta de miembro de la Real Armada y de la Real Compañía Guipuzcoana de Caracas, dedicada al monopolio comercial entre la provincia de Venezuela y España, se le confían importantes misiones en América al estallar la guerra del Asiento en 1739.
Así, en diciembre de 1741 recibió el mando de una flotilla de cinco navíos de socorro destinados a La Habana (Cuba) sitiada por los ingleses. Posteriormente en 1743 se dirigió a Venezuela, donde participó en la célebre Batalla de La Guaira y en los combates de Puerto Cabello frente a la escuadra inglesa del comodoro Charles Knowles en la fase final de la Guerra del Asiento. Adicionalmente preparó un proyecto de mejora de las fortificaciones de Puerto Cabello.
En los años posteriores, Iturriaga se convirtió en un verdadero experto en cuestiones relacionadas con Venezuela. Con el estallido del movimiento de Juan Francisco de León, en 1749, la asamblea de la compañía optó por enviarlo a España para defender a la Guipuzcoana, ocasión en la que redactó el Manifiesto que probaba el beneficio aportado con el establecimiento de la Compañía en Caracas (1749). Con esta obra, Iturriaga buscaba desvirtuar ante la Corte española los cargos que se le hacían desde Venezuela. Dicho Manifiesto pretendía probar los beneficios traídos por la Guipuzcoana y, al mismo tiempo, la ilegalidad de la rebelión de pequeños cosecheros y contrabandistas que se acababa de producir contra ella.
Durante esta etapa, las relaciones de Iturriaga con el poder colonial fueron excelentes, ya que formaba parte del equipo de colaboradores del Marqués de la Ensenada como miembro de las juntas de asesoramiento presididas por Sebastián de Eslava en Madrid. De talante experimentado y veterano en lo referente al mundo americano, en 1751 el Secretario de Estado José de Carvajal y Lancaster lo llamó para que se ocupara del mando de la Expedición de Límites del Orinoco que se estaba organizando en ejecución del Tratado de Límites hispano-portugués de 1750. Este nombramiento marcó el último período de actividades para Iturriaga. El 14 de diciembre de 1753, por real cédula de Fernando VI, se forma la Expedición de Límites del Orinoco e Iturriaga es designado primer comisario; como tal debía ocuparse básicamente de dirigir el trazado de la línea fronteriza. Sin embargo, a este propósito se añadieron otros intereses de tipo político (expulsión de holandeses del Esequibo), científico (estudios de la canela, la quina de Guayana y el cacao) y económico (conocer el estado de las misiones capuchinas y valorar las posibilidades productivas de la región). Entre sus colaboradores figuraban el coronel Eugenio Fernández de Alvarado, los marinos José Solano y Bote, Vicente Doz y Nicolás Guerrero, el botánico sueco Pehr Löfling, los médicos Benito Paltor y Antonio Condal, los dibujantes Bruno Salvador Carmona y Juan de Dios Castel.
Investido con la Orden de Santiago, Iturriaga culminó con este nombramiento una carrera dedicada a la guerra y el comercio. Entre 1754 y 1761 desempeñó labores expedicionarias en el Orinoco y sus tributarios. Por fin, sirvió hasta 1767 en el cargo de Comandante de Nuevas Poblaciones, un proyecto dirigido a consolidar la presencia española en la Guayana, donde funda  Las Bonitas situada a la margen derecha del Orinoco, frente a la isla de su nombre, luego nombrada Ciudad Real por el jefe de Escuadra de la Expedición de Límites en 1756 y Cuchivero fundada en 1759, en territorio de las misiones de los franciscanos observantes. Este primer establecimiento se hizo a orillas del río Cuchivero y se le conoció como Pueblo Viejo. A raíz de los sucesos independentistas, el pueblo fue trasladado hacia el sector donde hoy se encuentra y se le llama ahora "San Francisco de Cuchivero o Pueblo Nuevo".
Gravemente enfermo, se desplazó a la isla de Margarita para restablecerse, pero falleció al poco de llegar a Pampatar el 14 de septiembre de 1767.